# Karl Maria Schuster

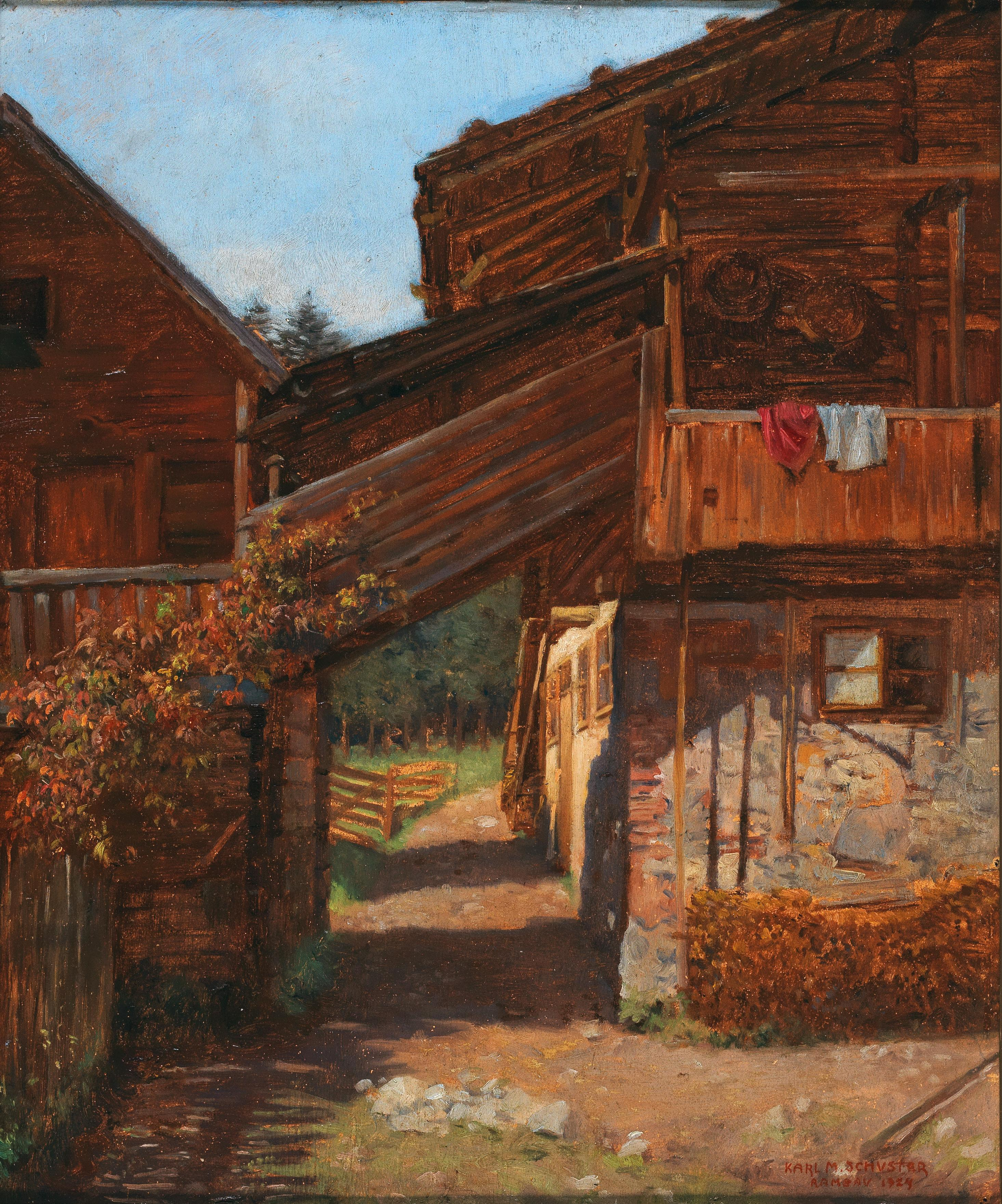
Karl Maria Schuster: Bauernhaus mit Holztristen in der Ramsau [am Dachstein], 1929

Karl Maria Schuster (* 13. September 1871 in Purkersdorf; † 15. Juni 1953 in Wien) war ein österreichischer Maler.

## Leben
Als Sohn eines Eisenbahnbeamten und Malers wurde Karl Maria Schuster in Purkersdorf geboren. Sein jüngerer Bruder Josef war ebenso Maler.
Er studierte von 1887 bis 1896 an der Wiener Akademie der bildenden Künste und unternahm in der Folge zahlreiche Studienreisen unter anderem auch nach Grado. 1902 wurde er Mitglied der Genossenschaft der bildenden Künstler Wiens (Künstlerhaus). Im Ersten Weltkrieg arbeitete er als Kriegsmaler.